# Общественная партия патриотов
Общественная партия патриотов (яп. 愛国公党 Айкоку ко:то:) — первая японская политическая партия. Основана в 1874 году. Пребывала на позициях правого либерализма. В 1890 году объединилась с Либеральной партией.

## История

### 1874
После инцидента 1873 года члены правительства Итагаки Тайсукэ, Соэдзима Танэоми, Гото Сёдзиро и Это Симпэй перешли в оппозицию и решили подать правительству петицию о созыве всенародного парламента. Они договорились основать партию с целью пробуждения общественного сознания.
12 января 1874 года оппозиционеры собрались с единомышленниками в здании компании «Счастье и Процветание» в токийском районе Гиндза, где провозгласили создание Общественной партии патриотов. Участники учредительного съезда подписали устав партии в форме присяги, которая базировалась на идеях естественности прав человека и гармоничности отношений между властью и народом. Среди подписантов устава были Юри Косэй и Комуро Нобуо. Этот документ положил начало в Японии «Движению за свободу и народные права».
15 января 1874 года члены партии подали петицию с требованием созвать парламент представителям правительства. Однако её отклонили из-за отсутствия «народной поддержки». Итагаки и другие почувствовали необходимость привлечения регионов к идее создания общенационального законодательного органа и разъехались по домам для проведения организационной работы. Однако точного плана действий и бюджет партии согласованы не были, поэтому она распалась в апреле того же года.

### 1890
В марте 1889 года, благодаря тому, что Гото Сёдзиро вошёл в состав правительства премьера Куроды Киётака в качестве министра связи, jaОбъединённый фронт раскололся на две группы — jaОбщество объединённого сотрудничества во главе с Ои Кэнтаро, так называемую аполитическую группу, и jaОбъединённый клуб во главе с Кавано Хиронакой, так называемую политическую группу. Соперничество между ними обострилось в связи с решением правительства Японии прекратить пересмотр неравноправных договоров с государствами Запада. Итагаки Тайсукэ планировал ликвидировать противоречия обеих групп и свести их опять в объединённом фронте. Однако аполитическая группа Ои Кэнтаро всё более склонялась к восстановлению независимой Либеральной партии, против чего выступал клуб Кавано.
Находясь меж двух огней, в декабре 1889 года Итагаки решил покинуть Фронт и создать собственную Общественную партию патриотов. 15 апреля 1890 года был сформирован список делегатов от префектур, а 5 мая проведён учредительный съезд этой партии.
Таким образом на конец весны 1890 года оформились три партии, бывшие составляющие Объединённого фронта — Либеральная партия Ои, Объединённый клуб Кавано и Патриотическая публичная партия Итагаки. Однако существовали они недолго. Оформившись в независимые организации, они изъявили желание снова создать единый фронт. 3 июня 1890 года, после тщательной подготовки, три партии объединились в «Клуб Коин» (яп. 康寅倶楽部), который принял участие в первых всеяпонских выборах. На основе «Клуба», 15 сентября 1890 года, была образована Конституционно-либеральная партия.